# Verwaltungsgemeinschaft Hechingen
Die Vereinbarte Verwaltungsgemeinschaft Hechingen (offiziell: Vereinbarte Verwaltungsgemeinschaft der Stadt Hechingen mit den Gemeinden Jungingen und Rangendingen) ist eine Vereinbarte Verwaltungsgemeinschaft im Zollernalbkreis in Baden-Württemberg (Deutschland).
Die Verwaltungsgemeinschaft hat ihren Sitz in Hechingen. Nach § 59 der baden-württembergischen Gemeindeordnung ist die Stadt Hechingen die erfüllende Gemeinde, das heißt, sie erfüllt die Aufgaben der Verwaltungsgemeinschaft. Vorsitzender der Verwaltungsgemeinschaft ist der amtierende Bürgermeister von Hechingen.
Die Verwaltungsgemeinschaft besteht aus den folgenden drei Gemeinden:
- Jungingen
- Hechingen, Stadt
- Rangendingen